# Тивайос, Христос
Хри́стос Тивеос (греч. Χρήστος Θηβαίος; род. 7 января 1963, Афины) — греческий поп-певец и рок-бард.
Родился в семье актёров и музыкантов, племянник известного актёра Антониса Пападопулоса. Изучал историю и философию в Болонском университете, сотрудничал с итальянскими и еврейскими музыкантами.
Дебютировал на сцене в 1980 году в составе группы Συνήθεις Ύποπτοι («Привычно/обычно  подозреваемые»), в составе которой выступал как вокалист, гитарист и автор текстов. В 1995 году группа выпустила первый альбом «Беспризорные дни» (греч. Μέρες Αδέσποτες) с двенадцатью песнями на стихи Тивеоса. Знаком профессионального признания стало для группы в 1997—1998 гг. участие в проектах Йоргоса Далараса; в частности, в дуэте с Даларасом Тивайос записал песню «Маленькая Родина» ( Μικρή Πατρίδα). Второй и последний альбом группы Συνήθεις Ύποπτοι под названием Είμαι Αυτό Που Κυνηγάω ( Я то, за чем охочусь) вышел в 2000 году, после чего группа распалась, а Тивеос начал сольную карьеру.
Сотрудничал со многими заметными греческими музыкантами, в том числе с Таносом Микруцикосом (начиная с концертов Микруцикоса в 2000 г. в Афинах и в 2001 г. в Румынии), в дальнейшем женился на его дочери Константине. В 2002 году выпустил сольный альбом на музыку Микруцикоса «Лунный Гамлет» (греч. Ο Αμλετ της σελήνης). Далее последовали альбомы «Таинственный поезд» (греч. Μυστήριο Τραίνο; 2006), «Каменные сады» (греч. Πέτρινοι Κήποι; 2008) и др.